# Mary Kills People
Mary Kills People là một bộ phim truyền hình Canada với sự tham gia của Caroline Dhavernas. Nó được công chiếu trên Global vào ngày 25 tháng 1 năm 2017.
Vào ngày 5 tháng 6 năm 2017, bộ phim đã được gia hạn cho mùa thứ hai, dự kiến ra mắt trên các nền tảng video theo yêu cầu của Toàn cầu vào ngày 1 tháng 1 trước khi ra mắt trên truyền hình vào ngày 3 tháng 1 năm 2018.

## Cơ sở
Bác sĩ Mary Harris làm việc tại khoa cấp cứu của Bệnh viện Đa khoa Eden và có một công việc phụ là cố vấn cuối đời, cô và đối tác của mình, Des cung cấp hỗ trợ tự tử. Cuộc sống của họ trở nên phức tạp khi cảnh sát bắt đầu điều tra họ.

## Diễn viên
- Caroline Dhavernas trong vai bác sĩ Mary Harris
- Jay Ryan tromg vai thám tử Ben Wesley
- Richard Short trong vai Desmond "Des" Bennett
- Lyriq Bent trong vai thám tử Frank Gaines
- Greg Bryk trong vai Grady Burgess
- Sebastien Roberts trong vai Kevin
- Abigail Winter trong vai Jessica "Jess"
- Charlotte Sullivan trong vai Nicole Mitchell
- Grace Lynn Kung trong vai Annie Chung
- Jess Salgueiro trong vai Larissa
- Katie Douglas trong vai Naomi
- Alexandra Castillo trong vai Louise Malick
- Joel Thomas Hynes trong vai Sidney "Sid" Thomas-Haye
- Lola Flanery trong vai Cambie
- Terra Hazelton trong vai Rhonda McCartney
- Matt Gordon trong vai bác sĩ Dennis Taylor
- Rachelle Lefevre trong vai Olivia Bloom